# کاترین شیندل
کاترین شیندل (به انگلیسی: Katherine Shindle) (زاده ۳۱ ژانویه ۱۹۷۷) بازیگر، خواننده، رقصنده و ملکه زیبایی اهل آمریکا است.
او در سال ۱۹۹۸ به نمایندگی از ایلینوی برنده دوشیزه آمریکا شد.
از فیلم‌های معروف او می‌توان به بازی در فیلم همسران استپفورد و کشمکش خوب اشاره کرد.